# Ziemik spiżowy
Ziemik spiżowy (Sehirus luctuosus) – gatunek pluskwiaka z podrzędu różnoskrzydłych i rodziny ziemikowatych. Zamieszkuje krainę palearktyczną.

## Taksonomia
Gatunek ten opisali po raz pierwszy w 1866 roku Étienne Mulsant i Claudius Rey. Jako lokalizację typową wskazali Francję.

## Morfologia
Pluskwiak o owalnym w zarysie ciele, zwykle długości od 5 do 7 mm, rzadko większy, do 9 mm. Ubarwienie ma czarne lub czarnobrązowe, często z bardziej brązowym odcieniem na przykrywkach półpokryw. Zakrywka bywa od mlecznobiałej po ciemnobrązową. Wierzch ciała jest gęsto punktowany. Punkty w tylnej połowie przedplecza są nie połączone bruzdami, drobniejsze i rozmieszczone bardziej regularnie niż u S. morio. Głowa ma oczy złożone słabo na boki odstające. Policzki są dłuższe od nadustka i zakrywają jego przednią część, aczkolwiek mogą się ze sobą nie stykać.

## Biologia i ekologia
Owad ten zasiedla suche, dobrze nasłonecznione, skąpo porośnięte stanowiska otwarte, chętnie o podłożu wapiennym lub piaszczystym, w tym tereny ruderalne. Występuje od nizin po góry, w Alpach docierając nasłonecznionymi zboczami do rzędnych 2000 m n.p.m.
Zarówno larwy jak i postacie dorosłe są fitofagami ssącymi soki z zielonych części roślin oraz ich nasion. Najchętniej żerują na ogórecznikowatych, szczególnie często na niezapominajkach, zwłaszcza niezapominajce polnej, ale też na farbownikach i żmijowcach, a poza tym na przedstawicielach innych rodzin, w tym na dziewannach, macierzankach, rogownicach i szałwii łąkowej.
Ziemiki te aktywne są od wiosny do jesieni. Bytują głównie na powierzchni gleby, jednak w przypadającym na koniec kwietnia i maj okresie rozrodczym fruwają i siadają na rozmaitych roślinach. Samice wykazują troskę rodzicielską o złoża jaj i larwy. Te ostatnie obserwuje się od połowy czerwca lub od lipca. Osobniki dorosłe nowego pokolenia pojawiają się od końca lipca lub sierpnia i są stadium zimującym.

## Rozprzestrzenienie
Gatunek palearktyczny. W Europie znany jest z Portugalii, Hiszpanii, Irlandii, Wielkiej Brytanii, Francji, Belgii, Holandii, Luksemburga, Niemiec, Szwajcarii, Austrii, Włoch, Malty, Danii, Szwecji, Norwegii, Finlandii, Estonii, Łotwy, Litwy, Polski, Czech, Słowacji, Węgier, Białorusi, Ukrainy, Mołdawii, Rumunii, Bułgarii, Słowenii, Chorwacji, Bośni i Hercegowiny, Czarnogóry, Serbii, Albanii, Macedonii Północnej, Grecji oraz europejskich części Rosji. W Afryce Północnej podawany jest z Algierii. W Azji notowany jest z Syberii, Turcji, Gruzji, Armenii, Azerbejdżanu, Kazachstanu, Tadżykistanu, Kirgistanu, Iranu i Mongolii